# 정태영 (1960년)
정태영(丁太暎, 1960년 4월 11일 ~ (Ted Chung CBE)은 대한민국의 기업인이다. 현대자동차그룹 정몽구 회장의 둘째 사위로 2015년 5월 현재 현대카드 겸 현대커머셜 대표이사 부회장이다.

## 약력
종로학원을 세운 정경진의 장남으로 태어나 고려대학교 사범대학 부속고등학교와 서울대학교 불어불문학과를 졸업했다. 매사추세츠 공과대학교(MIT) 대학원 경영학과에서 석사 학위를 받았고, 2001년 기아자동차 자재본부 본부장, 2003년 1월 현대카드 부사장을 거쳐 2003년 10월부터 현대카드 및 현대캐피탈 대표이사 사장으로 있다. 2007년 3월에는 현대캐피탈의 산업재 사업을 모태로 기업금융을 전문적으로 담당하는 현대커머셜을 설립, 대표이사 사장으로 있다. 아내는 현대자동차그룹 정몽구 회장의 둘째딸 정명이이다.

## 일화
- 2003년 현대카드와 현대캐피탈 사장으로 취임할 당시에 현대카드의 영업적자 규모는 6,090억원, 현대캐피탈의 영업적자는 2,250억원으로 양사 영업적자가 8,340억원에 이르렀다. 정몽구 회장의 둘째 사위로 현대-기아차 구매총괄본부 부본부장을 맡고 있던 정태영이 구원투수로 투입된 이유는 "현대차그룹에서 금융을 잘 아는 사람이 없기 때문"이었다.[1]